# Слепиковский, Борис Эдуардович
Бори́с Эдуа́рдович Слепико́вский (7 сентября 1948 года, Сахалин) — эстонский врач и альпинист. В 2009—2013 годах — заместитель председателя Маардуского горсобрания. Единственный эстонский альпинист, который дважды принимал участие в экспедициях на Джомолунгму и пытался покорить её вершину.

## Биография
Борис Слепиковский родился на острове Сахалин. Его отец по происхождению принадлежал к шляхетскому сословию, мать была родом из русского купечества.
В 1967–1969 годах проходил срочную военную службу в ракетных войсках в Рохунеэме.
Медицинское образование начинал в Твери. Закончил Крымский медицинский институт. После окончания института служил начальником медицинской службы на подлодке Балтийского морского пароходства. В 1984–1987 годах работал врачом в Алжире.
38 лет проработал врачом в Каллавереской больнице; в 1988 году был избран её главным врачом. В настоящее время работает семейным врачом и отоларингологом.
Депутат Маардуского городского собрания с 1999 года. В 2009 году был избран заместителем председателя Маардуского городского собрания. В 2014 году стал председателем комиссии по вопросам экономического развития и финансов Маардуского горсобрания, в 2017 году — заместителем председателя этой комиссии.
В 1994 году вступил в Объединённую Народную партию Эстонии (ОНПЭ), в настоящее время — член Объединенной Левой партии Эстонии, преемницы ОНПЭ.
Заместитель председателя Тверского землячества в Эстонии.

## Альпинизм

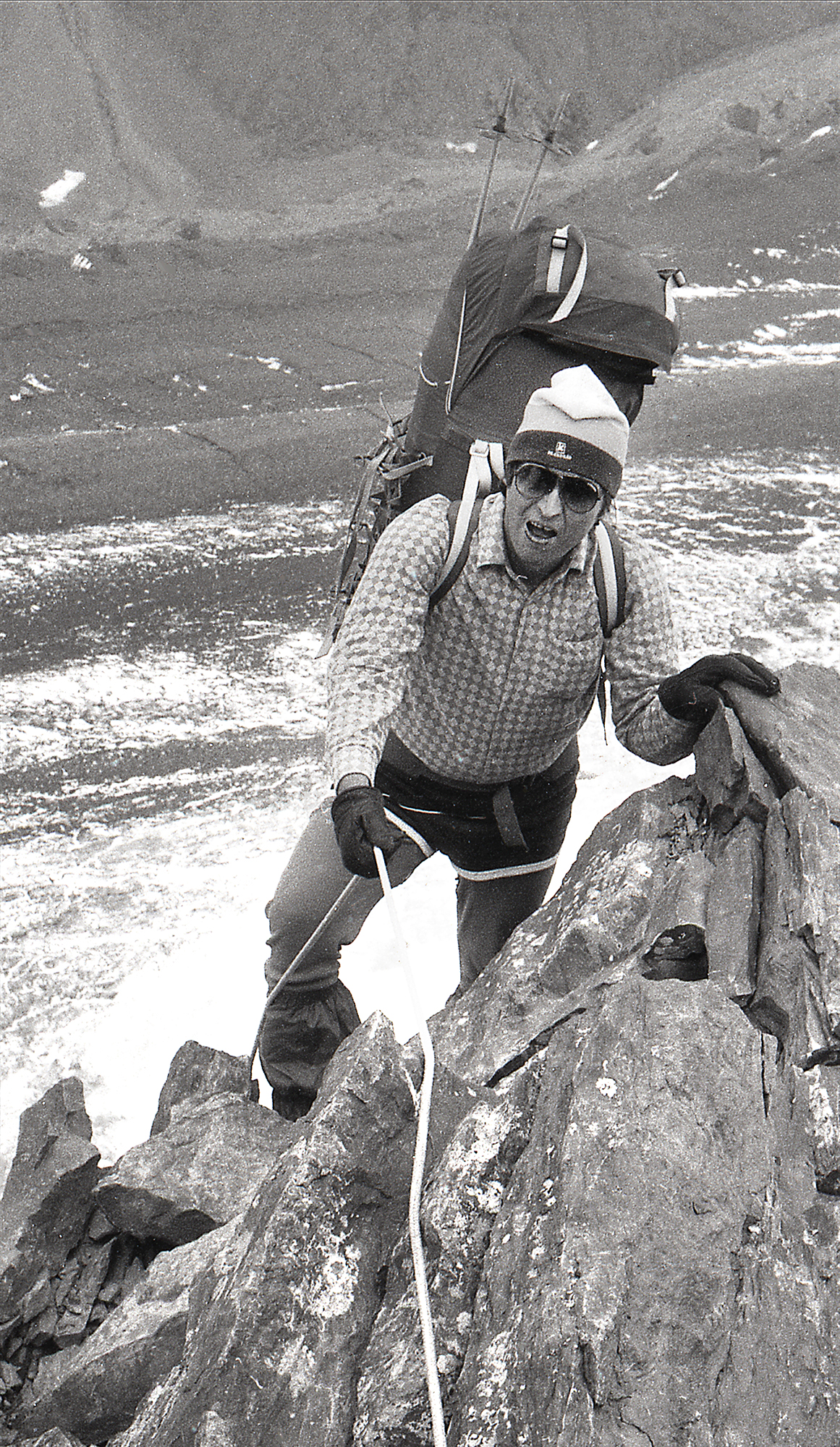
Борис Слепиковский в 1989 году

Альпинизмом начал заниматься в 1976 году под руководством основателя Таллинского клуба альпинистов и руководителя её русской секции Бориса Наумова. Через год Борис Слепиковский сдал на разряд и с тех пор проводит в горах как минимум месяц практически каждое лето. Его первыми покорёнными вершинами были горы Северного Кавказа и Приэльбрусья, Баксанское ущелье, Фанские горы, Памир, Северный Тянь-Шань.
В 1991 году принял участие в русско-эстонской экспедиции на Памир, в ходе которой вместе с товарищами достиг вершины Пика Коммунизма (7495 метров).
В 1994 году в Альпах поднялся на Монблан (4807 м), в 1995 году в Африке достиг вершины Килиманджаро (5895 м).
В 2003 году участвовал в эстонской экспедиции на Эверест, когда на самой высокой вершине мира впервые стал развеваться сине-чёрно-белый флаг Эстонии, установленный Аларом Сикком.

### Восьмитысячники
В мае 1998 года принял участие в российской экспедиции с международным составом на Джомолунгму; от Эстонии в составе команды был также альпинист Алексей Ковальчук. Восхождение закончилось для обоих неудачей, флаг Эстонии на этот раз остался неводружённым.
В 2003 году участвовал в качестве альпиниста и врача в экспедиции на Джомолунгму, организованной «Клубом горных экспедиций» (эст. Mägiekspeditsioonide Klubi) в рамках Гималайского проекта Эстонии.

### Лавина на Хан-Тенгри
В июле—августе 2004 года участвовал в эстонской экспедиции на вершину Хан-Тенгри по руководством альпиниста, фотографа и тренера Яан Кюннапа, когда произошедшее 5 августа землетрясение вызвало сход льда и снежной лавины. Погибло 11 альпинистов (5 чехов, 3 русских и 3 украинцев), 6 альпинистов пропало без вести, 14 человек оказалось в больнице. Во время схода лавины члены эстонcкой экспедиции, в том числе Борис Слепиковский, оказались в её нижней части, но сумели спастись и организовали спасательные работы. Группа смогла спасти двух альпинистов — чеха и краснодарца, — которым Слепиковский на месте оказал первую медицинскую помощь. Экспедицию пришлось прервать.

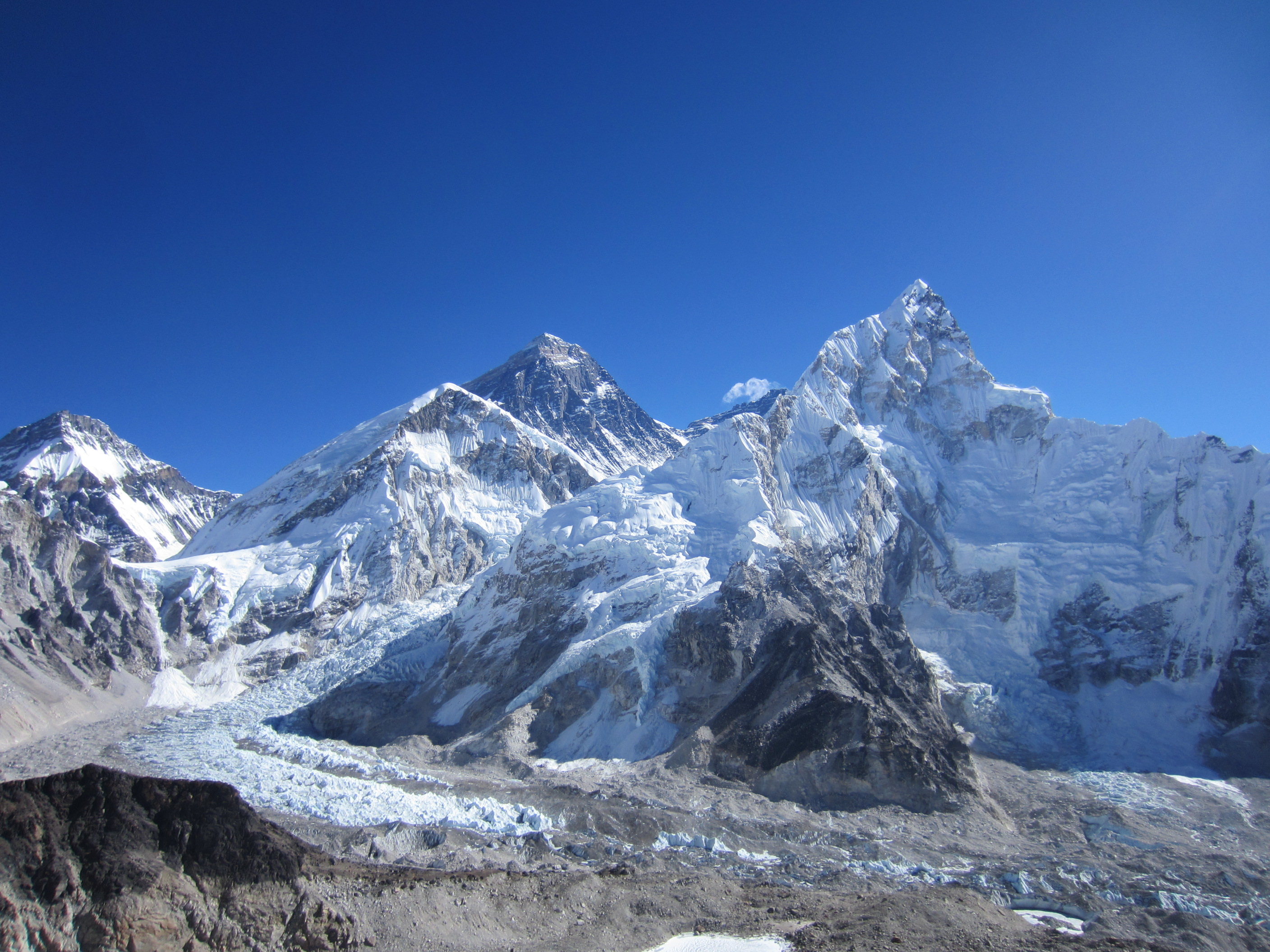
Вершина в центральной части снимка — Джомолунгма (8848 м), по склону которой Борис Слепиковский достиг высоты 8500 метров (см. обозначения:в Commons)

### Восхождения
- 1990 — Пик Корженевской (7105 м)[9]
- 1991 — Пик Коммунизма (7495 м)[9]
- 1994 — Монблан (4807 м)[9]
- 1995 — Килиманджаро (5895 м)[9]
- 1998 — Джомолунгма (достиг высоты 8500 м)[2]
- 2000 — Пик Ленина (7134 м)[9]
- 2003 — Джомолунгма (достиг высоты 7100 м)[13]
- 2004 — Хан-Тенгри (достиг высоты 6000 м)[14]

## Награды
2 февраля 2005 года решением президента Эстонской Республики Борис Слепиковский был награждён Орденом Эстонского Красного Креста 5 класса за работу врачом альпинистов. Среди эстонских альпинистов стал третьим, получившим эту награду.

## Цитата
Когда в 1998-м шёл на Эверест, я поднялся последним, все уже ушли. Стою, внизу ночь, надо мною солнце, вершины вокруг — одни восьмитысячники. И вдруг до меня дошло, что из всех людей в этот момент выше меня нет никого в мире!